# مارسل ورتس
مارسل ورتس (انگلیسی: Marcel Vertès؛ ۱۰ اوت ۱۸۹۵ – ۳۱ اکتبر ۱۹۶۱) یک طراح صحنه و لباس، و نقاش اهل فرانسه بود.